# Talambote
Talambote  (in arabo تلمبوط‎?) è un centro abitato e comune rurale del Marocco situato nella provincia di Chefchaouen, regione di Tangeri-Tetouan-Al Hoceima. Conta una popolazione di 8 481 abitanti (censimento 2014).